# Yasuyuki Konno
Yasuyuki Konno (japanska: 今野 泰幸 Konno Yasuyuki), född 25 januari 1983 i Sendai, är en japansk fotbollsspelare som för närvarande spelar för laget Gamba Osaka i japanska J. League. 
Han var med i japanska landslagstruppen i OS 2004 där de slutade fyra i grupp B efter Ghana, Paraguay och Italien.